# Apodemus hyrcanicus
Apodemus hyrcanicus es una especie de roedor de la familia Muridae.

## Distribución geográfica
Se encuentra sólo en Azerbaiyán. 